# Friedrich Attenhuber
Friedrich Attenhuber (* 19. Februar 1877 in Burghausen; † 17. Dezember 1947 in Kreuth) war ein deutscher Maler.
Der Sohn eines Zugführers und einer Fabrikarbeiterin studierte ab 27. April 1898 an der Akademie der Bildenden Künste München (Matrikelnummer 01826) und eröffnete 1909 in München ein eigenes Atelier. Bestimmend für seinen weiteren Lebensweg war die Bekanntschaft mit Luitpold Emanuel Herzog in Bayern (1890–1973). Attenhuber wirkte zunächst als dessen Malereilehrer, begleitete ihn auf zahlreichen Reisen und wurde schließlich Hausarchitekt und Hausmaler für Luitpold Emanuels ambitioniertes Bauprojekt Schloss Ringberg. Ab 1922 bis zu seinem Tod lebte Attenhuber auf Ringberg und war exklusiv an das Projekt gebunden, erhielt bis 1945 aber kein regelmäßiges Honorar außer Kost und Logis. Am 17. Dezember 1947 stürzte er sich vom Turm des Schlosses. Bei der Rückschau auf sein Leben musste er sich wohl eingestanden haben, dass er seine besten Jahre einem fragwürdigen Werk geopfert hatte und dass sowohl seine Entwicklung als Künstler wie seine persönliche Entwicklung in eine Sackgasse geraten waren.